# Брадловий потік
Брадловий потік (словац. Bradlový potok) — річка; права притока Сланчика, протікає в окрузі Кошиці-околиця.
Довжина приблизно 4.2 км. Витік знаходиться в масиві Солоні гори (геоморфологічна підодиниця Міліч) — на висоті приблизно 440 метрів.
Протікає територією села Сланець. Впадає у Сланчик на висоті близько 200-205 метрів.